# Kupeornis gilberti
A Kupeornis gilberti a madarak osztályának verébalakúak (Passeriformes) rendjébe és a  Leiothrichidae családjába tartozó faj.

## Rendszerezése
A fajt William Serle skót ornitológus írta le 1949-ben. Egyes szervezetek  a Turdoides nembe sorolják Turdoides gilberti néven.

## Előfordulása
Afrika középső részén, Kamerun és Nigéria területén honos. A természetes élőhelye a szubtrópusi vagy trópusi hegyi esőerdők. Állandó, nem vonuló faj.

## Megjelenése
Testhossza 21–23 centiméter, testtömege 64 gramm.

## Életmódja
Főleg rovarokkal táplálkozik.

## Természetvédelmi helyzete
Az elterjedési területe kicsi és csökkenő, egyedszáma 15 000 alatti és csökken. A Természetvédelmi Világszövetség Vörös listáján sebezhető fajként szerepel.